# Angela Farrell (Sängerin)
Angela Farrell (* 1952 in Donegal) ist eine irische Schlagersängerin.

## Leben und Wirken
Als weitgehend unbekannte Sängerin gewann sie die irische Vorentscheidung und durfte daher Irland beim Eurovision Song Contest 1971 in Dublin vertreten. Ihr Schlager One Day Love erreichte den elften Platz. Nach einigen Single-Veröffentlichungen 1971 und 1972 zog sie sich aus dem Musikgeschäft zurück.

## Diskografie
Singles
- 1971: One Day Love
- 1971: How Near Is Love
- 1971: I Am
- 1971: Somewhere In The Shadow of My Dreams
- 1972: Top of the World
- 1972: Dusty